# Fiat 50 HP
Fiat 50 HP — легковой автомобиль, выпускавшийся компанией Fiat с 1908 по 1910 год. 
На автомобиль устанавливался 4-цилиндровый двигатель, объемом 7430 куб.см, мощностью 50 л.с. при 1400 об / мин. Максимальная скорость составляла 90 км / ч.
Коробка передач была четырехскоростной, тормоза устанавливались на ведущий вал. На задние колеса устанавливался стояночный тормоз. Освещение автомобиля осуществлялось при помощи магнето.